# Velia Vidal Romero
Velia Vidal Romero  (Bahía Solano, Colombia, 5 de noviembre de 1982) es una activista, escritora, promotora de lectura y gestora cultural afroindígena colombiana. Es directora de la corporación educativa cultural Motete y creadora de la FLECHO (Fiesta de la Lectura y Escritura del Chocó). Fue elegida por la BBC en la lista de las 100 mujeres inspiradoras del 2022.

## Trayectoria
Velia Vidal estudió Ciencias de la Comunicación Social en la Universidad de Antioquia, especialista en Gerencia Social por la Escuela Superior de Administración.
Cuenta con un máster en promoción y producción de la Literatura Infantil y juvenil. Universidad Castilla-La Mancha.
Realizó una certificación en estudios afrolatinoamericanos en el Centro de investigaciones afrolatinoamericanas de la Universidad de Harvard, en donde presentó el artículo Cultura, resiliencia y desarrollo de las comunidades afrocolombianas. Motete en el departamento del Chocó. 
Ha trabajado en la administración pública en temas de medio ambiente y de cultura. Fue directora del Parque Biblioteca Fernando Botero del Corregimiento de San Cristóbal. Fue presentadora de televisión y comunicadora en la alcaldía de Medellín. Es articulista en la Revista Cambio e  Investigadora del proyecto «Afluentes», iniciativa conjunta con el Museo Británico. 
Es fundadora de Motete, proyecto comunitario que promueve la lectura y la alfabetización en la región del Chocó.  Motete es una corporación cultural que promueve el desarrollo del pensamiento crítico a través de actividades que buscan reivindicar a la cultura chocoana, ubicada en el sector del Chocó en Colombia. Esta iniciativa ayuda a unas 1.500 familias y promueve la lectura a través de clubes de lectura con niños y adolescentes en cinco barrios populares.
Desde 2018 organiza de manera anual la FLECHO (Fiesta de la Lectura y Escritura del Chocó), en donde participan más de 10,000 personas.
Su trabajo como  activista contra la desigualdad y el racismo ha sido reconocido a nivel internacional.

## Publicaciones
- 2016: Maletín de relatos pacíficos, con el cuento infantil Bajo el yarumo.
- 2021: Aguas de estuario [15][16]
- 2021: Al otro lado del Istmo de Magdalena Wallport y Elkin Calderón en donde publicó el texto Oír Somos Río, traducido al Alemán.

## Premios y distinciones
- Becaria del Diplomado Pacífico en Escritura Creativa del Instituto Caro y Cuervo y el Fondo Acción.
- Ganó la beca del Ministerio de Cultura para la publicación de obras de autoras afrocolombianas, negras, raizales o palanqueras.[17]
- Mención honorífica en la primera cohorte del Certificado de Estudios Afrolatinoamericanos del Centro de Estudios Afrolatinoamericanos de la Universidad de Harvard.
- Beca en Josepha, una residencia de artistas en Ahrenshoop, Alemania
- 100 Women (BBC) en 2022[2]

## Participaciones
- Festival Gabo 2022

- Hay Festival 2022[18]

- Segundo Encuentro Continental de Estudios Afroamericanos de ALARI en Harvard.[19]